# Elezioni parlamentari in Belize del 2008
Le elezioni parlamentari in Belize del 2008 si tennero il 7 febbraio per il rinnovo della Camera dei rappresentanti.

## Risultati
| Liste                             | Voti    | %     | Seggi |
| --------------------------------- | ------- | ----- | ----- |
| Partito Democratico Unito         | 68 250  | 56,73 | 25    |
| Partito Unito del Popolo          | 49 531  | 41,17 | 6     |
| Partito della Riforma Nazionale   | 1 039   | 0,86  | –     |
| Visione Ispirata dal Popolo       | 874     | 0,73  | –     |
| Alleanza Beliziana Nazionale      | 506     | 0,42  | –     |
| Indipendenti                      | 72      | 0,06  | –     |
| Creazione Verità Realtà Nazionale | 29      | 0,02  | –     |
| Totale                            | 120 301 | 100   | 31    |